# The Harbourfront Landmark

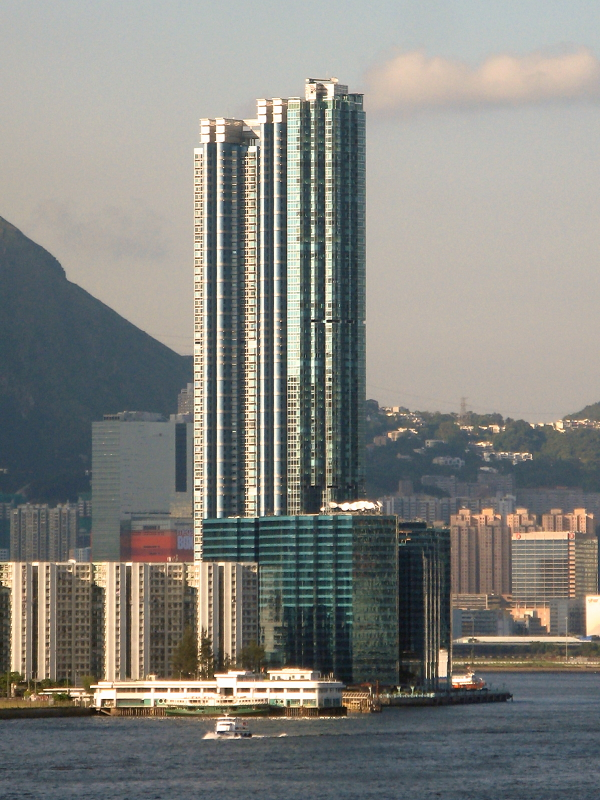
Em detalhes o Arranha-Céu, The Harbourfront Landmark, na parte litorânea de Hong Kong-China

The Harbourfront Landmark é um dos arranha-céus mais altos do mundo, com 233 metros (763 ft). Edificado na cidade de Hong Kong, China, foi concluído em 2001 com 70 andares.